# (1981) Midas
Pour les articles homonymes, voir Midas (homonymie).
(1981) Midas est un astéroïde binaire à contact qui a été découvert le 6 mars 1973 par Charles T. Kowal à l'observatoire Palomar. Il est nommé d'après Midas, le roi de Phrygie dans la mythologie grecque qui changeait les objets en or lorsqu'il les touchait. Midas est un astéroïde Apollon, aréocroiseur et cythérocroiseur ayant une période orbitale de 2 ans et 134 jours.
En mars 1992 il est passé à proximité de la Terre à une distance de 19,9 millions de km. Son dernier passage proche a eu lieu en mars 2018, à une distance de 13,4 millions de km et avec une magnitude apparente de +12,3.